# Hot Mulligan
Hot Mulligan és una banda d'emocore nord-americana de Lansing, Michigan.

## Història
El 2015, Hot Mulligan va llançar dos EP titulats Fenton i Honest & Cunning a través del segell de Michigan Save Your Generation Records. Després de signar amb No Sleep Records el 2017, Hot Mulligan va tornar a llançar un EP titulat Opportunities (estrena original a Save Your Generation). El 2018, Hot Mulligan va llançar el seu àlbum de llarga durada debut titulat Pilot a No Sleep Records. El 2020 van publicar el seu segon àlbum, You'll Be Fine, també a No Sleep.

## Membres de la banda
Actuals
- Nathan "Tades" Sanville - veu principal (2014-present)
- Chris Freeman - guitarra rítmica, cors (2016-present), bateria (2014-2015)
- Ryan "Spicy" Malicsi - guitarra solista (2016-present)
- Brandon Blakeley - bateria (2016-present)

Antics membres
- Brett Annelin - guitarra solista (2014–2015)
- Montana Svaboda - baix (2014–2015)
- Dylan Bowie - guitarra rítmica, cors (2014–2016)
- Brendan Lambert - bateria (2015–2016)
- Garrett "Sniff" Willig - baix (2016-2021)

Membres de gira
- David Daignault - baix (2021-2022)
- Jonah Kramer - baix (2022)

## Discografia
- Pilot (2018, No Sleep Records)
- You’ll Be Fine (2020, No Sleep Records)

EPs
- Fenton (2014 Self Released, 2015 reeditat Save Your Generation Records)
- Honest & Cunning (2015, Save Your Generation Records)
- Split 7" w/ Everyone Leaves (2016, Save Your Generation Records)
- Opportunities (2016 Save Your Generation Records, 2017 reeditat/remasteritzat No Sleep Records)
- I Won’t Reach Out to You (2021, Wax Bodega)
- Acoustic Vol. 1 (2021, Wax Bodega)
- Acoustic Vol. 2 (2022, Wax Bodega)

Àlbums recopilatoris
- SYG Years (2018, Save Your Generation Records)

Singles
| Títol                                        | Curs | Àlbum          |
| -------------------------------------------- | ---- | -------------- |
| "I Fell in Love with Princess Peach"         | 2017 | Només single   |
| "All You Wanted By Michelle Branch"          | 2018 | Pilot          |
| "How Do You Know It's Not Armadillo Shells?" | 2018 | Pilot          |
| "The Soundtrack to Missing a Slam Dunk"      | 2018 | Pilot          |
| "Feal Like Crab"                             | 2020 | You'll Be Fine |
| "Drink Milk and Run"                         | 2022 | NA             |

## Gires
| Nom de la gira                        | Bandes participants | Participant de – a                        | Ubicacions    |
| ------------------------------------- | --- | ----------------------------------------- | ------------- |
| First Show                            | Charmer, Secret Grief, Grounded, Hot Mulligan                                                                                         | 18 d'abril de 2015                        | Marquette, MI |
| Headline Spring 2019 Tour             | Hot Mulligan, Belmont, Kayak Jones, Fredo Disco, Future Teens                                                                         | Del 26 d'abril al 2 de juny de 2019       | EUA i Canadà  |
| Senses Fail 2019 Fall Headliner       | Senses Fail, Hot Mulligan, Yours Truly                                                                                                | Del 7 de setembre al 19 d'octubre de 2019 | EUA           |
| Nella Vita North American Tour Part 2 | Grayscale, Hot Mulligan, WSTR, Lurk                                                                                                   | Del 24 de gener al 27 de febrer de 2020   | EUA           |
| Pop Punk's Still Not Dead Tour        | New Found Glory, Less Than Jake, Hot Mulligan, LØLØ                                                                                   | 04 de setembre - 17 d'octubre de 2021     | EUA           |
| Pop Punk's Still Not Dead Tour        | Super American, Sincere Engineer, Prince Daddy & The Hyena                                                                            | 13 de novembre - 17 de desembre de 2021   | EUA           |
| Knuckle Puck 2022 Tour                | Anxious (band), Meet Me @ the Altar, Hot Mulligan, Knuckle Puck                                                                       | 10 de febrer - 5 de juny de 2022          | EUA i Europa  |
| Sad Summer Fest 2022 Tour             | LØLØ, Magnolia Park, Games We Play, The Summer Set, Hot Milk, State Champs, Hot Mulligan, Mayday Parade, Neck Deep, Waterparks (band) | 8 de juliol - 5 d'agost de 2022           | EUA           |